# Andō Tsuguo
Andō Tsuguo (japanisch 安東 次男; geboren 7. Juli 1919 in Tsuyama (Präfektur Okayama); gestorben 9. April 2002 in der Präfektur Tokio) war ein japanischer Poet, Literaturkritiker und Übersetzer.

## Leben und Wirken
Andō Tsuguo machte seinen Schulabschluss an der „3. Höheren Schule“. Anschließend besuchte er die Universität Tokio, die er im Fach Wirtschaftswissenschaften abschloss. Von 1966 bis 1972 war er Professor an der Fremdsprachen-Universität Tokyo.
Als Student hatte Andō Unterricht bei dem Haiku-Dichter Katō Shūson (1905–1993) genommen. 1950 veröffentlichte er die Gedichtsammlung „Rokugatsu no nidori no yoru wa“ (六月のみどりの夜わ) – etwa „Was den grünen Abend im Juni betrifft“ und 1951 die Gedichtsammlung „Ran“ (蘭) – „Orchideen“, mit der er nach dem Zweiten Weltkrieg aufgrund seines avantgardistischen ideologischen und technischen Stils zum bekannten Dichter wurde. Er spielte auch eine wichtige Rolle in der Entwicklung der japanischen Nachkriegslyrik als aktiver Kritiker. Mit einer Vielzahl von Übersetzungen, von Emile Zola über René Guillot bis in die Gegenwart, wirkte er als ein Vermittler der französischen Literatur.
Andō veröffentlichte 1960 „CALENDRIER“ und 1966 „Hito sore o yonde hanka to iu“ (人それを呼んで反歌という) – „Die Leute nennen es Anti-Song“, die seine Reife als Dichter zeigen. Die Bände wurden von Komai Tetsurō mit Kupferstichen bebildert. Während dieser Zeit erhielt er 1962 den Yomiuri-Literaturpreis für „Yodogawa-uta no shūhen“ (澱河歌の周辺) – „Die Yodogawa-Gedichte und ihr Umfeld“, mit dem er eine neue Dimension der Yosa-Buson-Interpretation eröffnete.
Aber in der zweiten Hälfte seines Lebens hörte Andō auf, Gedichte zu schreiben. Er widmete sich ganz dem Schreiben von klassischen Kommentaren und veröffentlichte 1974 und 1978 in zwei Bänden „Kommentar zu Bashō Shichibu-shū“ (芭蕉七部集評釈) – „Kommentare zu den Sammlungen Bashōs“. Diese waren bald komplett vergriffen, so dass Andō sie überarbeitete und dann als „Fūkyō shimatsu“ (風狂始末) – „Ein [vom Dichten] Besessener – vom Anfang bis zum Ende“ wieder in zwei Bänden in den Jahren 1986 und 1989 publizierte.
Andō wandte sich in späteren Jahren dem Haiku zu und veröffentlichte unter dem Künstlernamen „Ryūka Sōdō“ (流火草堂) die Sammlungen „Kakei“ (花筧) 1992 und „Ryū“ (流) 1996.